# C18H20
化学式C18H20（摩尔质量：236.34 g/mol）可能指：
- 4-甲基-2,4-二苯基-1-戊烯（甲基苯乙烯二聚物） ，CAS号：6362-80-7
- 1,2,3,4,7,8,9,10-八氢䓛 ，CAS号：2091-87-4
- 1,4-二苯基环己烷，CAS号：10470-04-9
- 1-苯乙炔基金刚烷，CAS号：74203-39-7

|  | 这个同类索引页列出了具有相同分子式的化学物（即同分異構體）条目。 除非您是有意链接至本页，否则应将相应条目的内部链接指向正确的条目。 |